# Niphargus dudichi
Niphargus dudichi is een vlokreeftensoort uit de familie van de Niphargidae. De wetenschappelijke naam van de soort is voor het eerst geldig gepubliceerd in 1924 door Hanko.